# 波月洞
波月洞（はげつどう）は、中華人民共和国湖南省婁底市冷水江市にある鍾乳洞。鍾乳洞としては婁底市内で最大の規模。1982年のドラマ「西遊記」の白骨洞と水簾洞のロケ地になっている。

## ギャラリー
- 水簾洞のロケ地。
- 鍾乳石。
- 鍾乳石。
- 鍾乳石。
- 鍾乳石。
- 鍾乳石。